# Gage Worsley
Gage Thomas Worsley (* 21. Oktober 1998 in Moraga, Kalifornien) ist ein US-amerikanischer Volleyballspieler.

## Karriere
Worsley, dessen Vater und Bruder Joe ebenfalls Volleyball spielen, begann seine Karriere an der Campolindo High School in seiner Heimatstadt. Mit den US-Junioren nahm er 2017 an der U21-Weltmeisterschaft in Tschechien teil. Von 2018 bis 2021 studierte er an der University of Hawaiʻi at Mānoa und spielte in der Universitätsmannschaft. Mit dem Team wurde er 2019 Vizemeister der NCAA. Im selben Jahr nahm er mit seinem Bruder in einer B-Nationalmannschaft an der NORCECA-Meisterschaft 2019 teil und erreichte das Finale. 2021 gewann er mit dem Team der University of Hawaiʻi die NCAA-Meisterschaft und wurde zum dritten Mal in Folge als bester Libero ausgezeichnet. Danach wechselte Worsley zum bulgarischen Erstligisten Deya Volley Burgas. Mit der Mannschaft erreichte er das Playoff-Halbfinale um die nationale Meisterschaft.
2022 wurde er vom deutschen Bundesligisten SVG Lüneburg verpflichtet. Mit dem Verein kam er im DVV-Pokal 2023/24 ins Halbfinale und in der Bundesliga 2024/25 bis ins Finale der Play-offs. International spielte Lüneburg 2023/24 zunächst in der Champions League und erreichte dann das CEV-Pokalfinale.
Zur Saison 2025/26 wechselte er zum französischen Erstligisten Arago de Sète.